# Batanes
Batanes é um província de  quinta classe de renda da província (d) na região Vale de Cagayan, nas Filipinas. De acordo com o censo de 1 de maio  de  2020 possui uma população de 18 831 pessoas e 4 709 domicílios. A sua capital é Basco.
O grupo de ilhas está localizado a cerca de 162 quilômetros ao norte de Luzon e cerca de 190 quilômetros ao sul de Taiwan.

## Subdivisões
Municípios
- Basco
- Itbayat
- Ivana
- Mahatao
- Sabtang
- Uyugan